# Martín Foronda y Viedma
Martín Foronda y Viedma (Madrid, 30 de gener de 1796 - ?) va ser un polític espanyol, que va ser president de diverses diputacions i governador civil de Barcelona durant el regnat d'Isabel II d'Espanya.
Va començar a treballar a l'Administració com a Subdelegat Principal de Forests. En 1823 va ser Cap Polític en comissió de Jaén. No va tornar a ocupar més càrrecs fins l'arribada al poder d'Isabel II d'Espanya. En 1834 va ser Subdelegat Principal de Forests de Segura i en 1838 fou cap polític de la província de Toledo. En 1839 ho seria de la província d'Àvila i en 1840 de la de Múrcia. Fou president de la Diputació Provincial de Saragossa tres cops en 1844, 1848 i 1851-1852. També fou governador civil de Barcelona en 1848 i en 1852.
Fou catedràtic de Matemàtiques al Col·legi Militar de Sant Ferran, secretari del Consell de Sa Majestat, president de la Societat Econòmica Barcelonesa d'Amics del País i membre honorari de l'Acadèmia de Belles Arts de Sant Carles de València i de la Reial Acadèmia de Nobles i Belles Arts de Sant Lluís de Saragossa.